# Reflections (Care Enough)
"Reflections (Care Enough)" là bài hát được viết và sản xuất bởi nữ ca sĩ người Mỹ Mariah Carey cùng Philippe Pierre cho album thứ 10 của cô, Glitter. Bản ballad chứa đựng Carey, với vai diễn Billie Frank trong phim Glitter, phản ánh lên do đâu mà mẹ lại không "quan tâm thích đáng" tới cô. Bài hát cũng góp mặt trong tuyển tập album 2009 của Carey, The Ballads.

## Thông tin
"Reflections (Care Enough)" là đĩa đơn thứ tư của album, phát hành vào cuối năm 2001 (xem Âm nhạc 2001), nhưng không được quảng bá tại Mỹ. Sony Music Entertainment, hãng thu âm trước của Carey đồng thời là nhà phân phối quốc tế đĩa soundtrack Glitter vì phải tuân thủ hợp đồng nên đã phát hành đĩa đơn CD: "Reflections (Care Enough)" tại Nhật Bản, bài hát sau đó lọt vào top 20.
Carey đã trình diễn ca khúc cho các khán giả Mỹ trong chương trình của mình: giáng sinh đặc biệt Ở nhà kỳ nghỉ với Mariah Carey trên kênh CBS, ngày 21 tháng 12 2001. Clip từ Glitter với Carey (vai Billie Frank) hát bài hát trong căn hộ của mình ngay khi vừa dứt nét chữ sáng tác nó (Frank lần đầu thử sức làm nhạc sĩ) được sử dụng như đoạn quảng cáo phim này tại châu Á.

## Danh sách bài hát
1. "Reflections (Care Enough)"
2. "Reflections (Care Enough)" (Instrumental)